# Ulvi Liegi
Ulvi Liegi vero nome Moisè Luigi Levi (Livorno, 11 ottobre 1858 – Livorno, 14 settembre 1939) è stato un pittore italiano.

## Biografia

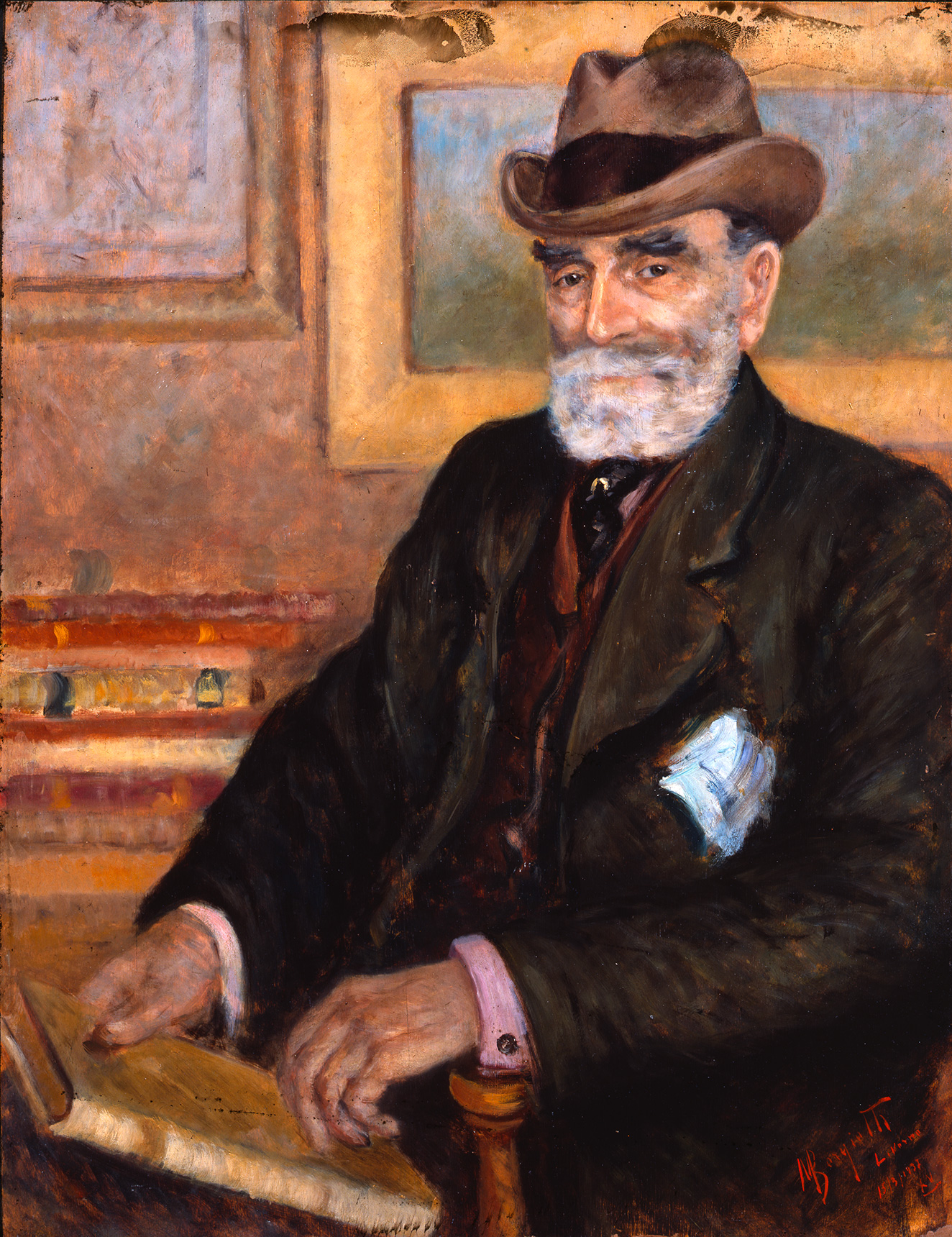
Mario Borgiotti, Ritratto del Pittore Ulvi Liegi, olio su truciolare, cm 77,5×59,5, 1937, firmato e datato in basso a destra “MBorgiotti / Livorno / 15/3/1937 / XV” (Livorno, Museo civico G. Fattori)

Il suo vero nome era Moisè Luigi Levi (Ulvi Liegi è l'anagramma di secondo nome e cognome): nacque da una ricca famiglia appartenente alla comunità ebraica labronica.

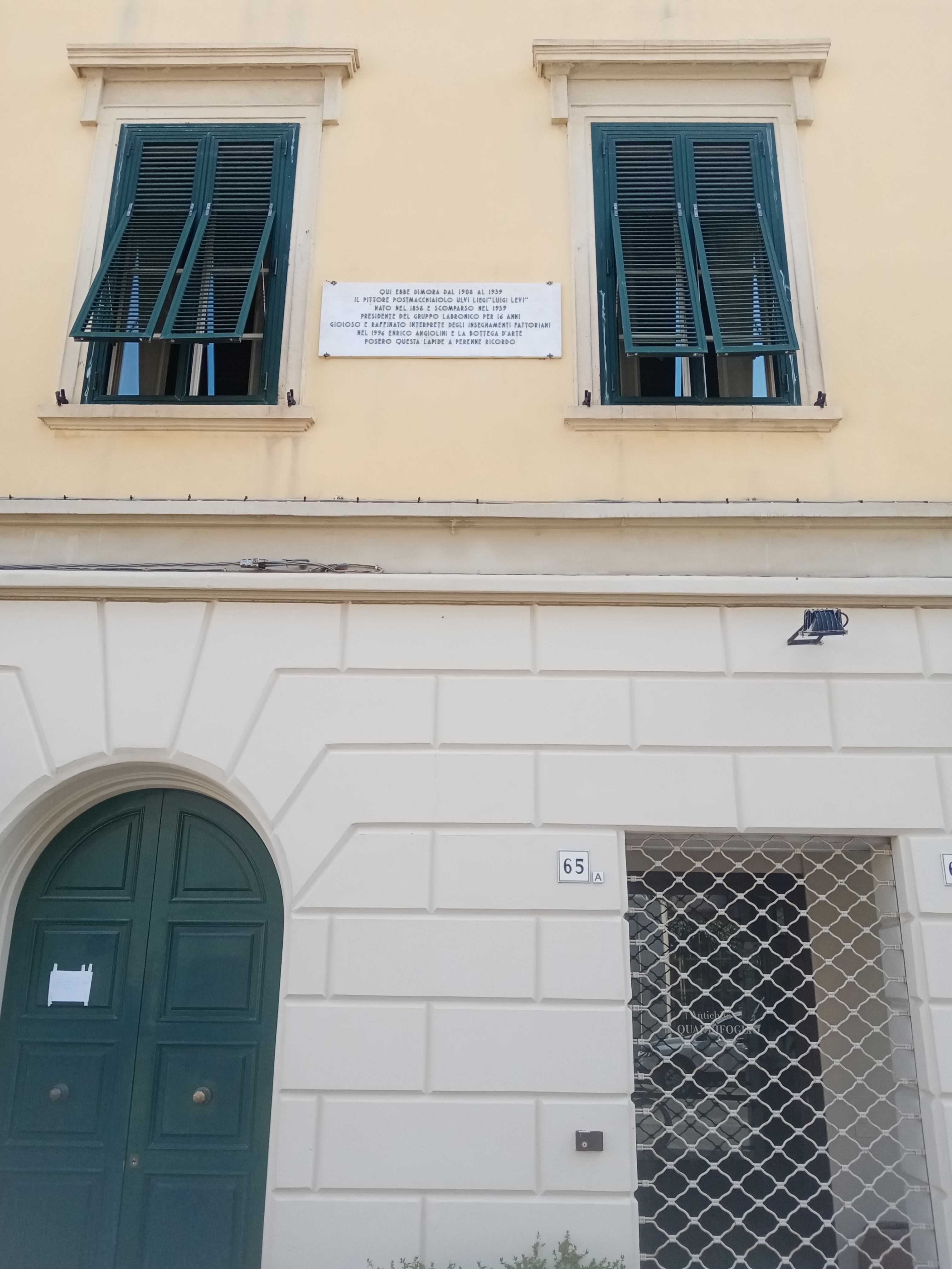
La casa di Ulvi Liegi in piazza Goldoni a Livorno

Nel 1880 si trasferì a Firenze per compiere gli studi e conobbe Telemaco Signorini, Giovanni Fattori, i fratelli Angiolo Tommasi e Ludovico Tommasi; inoltre seguì gli insegnamenti di Silvestro Lega.
Proprio l'influenza dei due grandi maestri Fattori e Signorini lo indirizzò verso la corrente macchiaiola, e la pittura “en plein air”; del 1886 è il suo primo viaggio a Parigi e l'incontro con Federico Zandomeneghi.
Nella capitale francese si interessò alla pittura post-impressionista; successivamente rientrò in Italia e si stabilì a Firenze, dedicando la propria opera alla raffigurazione dei paesaggi. Fu di nuovo in Francia nel 1888 e nel 1889 approfondendo la conoscenza dell'arte post-impressionista; proprio nel 1889 partecipò all'Esposizione universale con due dipinti dal titolo Dintorni di Firenze e La sera
Fu poi a Londra tra i protagonisti della “I Esposizione italiana”, tenutasi nel 1888, e di una mostra alla Slade School nel 1889.
Dal 1895 al 1905 abitò a Firenze. Si trasferì poi per un anno in Valsugana, dove fece la conoscenza di Ardengo Soffici. Nel 1907 si insediò di nuovo a Livorno fino alla morte avvenuta nel 1939. Nel 1918 ebbe la sua prima personale organizzata da Mario Galli nella propria galleria di Firenze. Nel 1920 entrò a far parte del Gruppo Labronico, del quale sarà anche presidente dal 1921 al 1928.

## Ulvi Liegi nei musei
Al Museo civico Giovanni Fattori di Livorno si trovano:
- Scalo regio (1922)
- I bastioni del granduca (1922)
- Il mercato centrale (1924)
- La sinagoga di Livorno (1935)

Alla Galleria nazionale d'arte moderna e contemporanea di Roma sono invece esposti:
- Le suore sulla spiaggia (1927)
- Viale attraverso la pineta (1929)

## Principali mostre
- 1882, Firenze, mostra collettiva presso “Società delle belle arti ”.
- 1884, Torino, “esposizioni nazionali a Torino ”.
- 1884, Firenze, mostra collettiva presso “Società delle belle arti ”.
- 1884, Firenze, “esposizioni nazionali a Firenze ”.
- 1996, Livorno, I Mostra d'arte livornese presso i bagni Pancaldi.
- 1887, Venezia, “esposizioni nazionali a Venezia”.
- 1888, Bologna, “esposizioni nazionali a Bologna”.
- 1888, Londra, partecipazione alla I Esposizione Italiana.
- 1889, Parigi, partecipazione all'Esposizione universale.
- 1889, Londra, mostra presso la Slade School .
- 1904, Firenze, mostra a Palazzo Corsini.
- 1918, Firenze, mostra personale presso la “galleria di Mario Galli”.
- 1924, Milano, collettiva del Gruppo Labronico presso la Galleria Pesaro a Milano.
- 1927, Milano, collettiva del Gruppo Labronico presso la Galleria Pesaro.
- 1932, Milano, collettiva del Gruppo Labronico presso la Galleria Pesaro.